# Eleanor Percy Lee
Eleanor Percy Lee (ur. 1820, zm. 1849) – poetka amerykańska. Jej rodzicami byli Nathaniel A. Ware i Sarah Percy. Pisała wraz z siostrą Catherine Anne Warfield pod wspólnym pseudonimem Two Sisters of the West. Obie panie wydały w 1843 tomik The Wife of Leon, and Other Poems. W 1846 opublikowały zbiorek Indian Chamber, and Other Poems. Eleanor w 1840 poślubiła Henry’ego Williama Lee, kuzyna Roberta E. Lee. Zmarła na żółtą febrę w Natchez w stanie Missisipi.